# فرودگاه اورنسکولدسویک
فرودگاه اورنسکولدسویک (به انگلیسی: Örnsköldsvik Airport) یک فرودگاه همگانی مسافربری با کد یاتا OER است که یک باند فرود آسفالت دارد و طول باند آن ۲۰۱۴ متر است. این فرودگاه در کشور سوئد قرار دارد و در ارتفاع ۱۰۸ متری از سطح دریا واقع شده است.

## شرکت‌های هواپیمایی و مقصدهای پروازی
| شرکت‌های هواپیمایی                 | مقصدهای پروازی                   |
| --------------------------------- | -------------------------------- |
| کرندون ایرلاینز                   | چارتر فصلی: قاضی پاشا            |
| Höga Kusten Flyg اجرا توسط نکست‌جت | استکهلم-آرلاندا فصلی: ارویدسیاور |
| هواپیمایی کرواسی                  | چارتر فصلی: اسپلیت               |

پروازها به استکهلم-آرلاندا اجرا توسط حمل و نقل هوایی دانمارک تحت کدهای پرواز Nextjet